# Das Coisas Ouvidas
Das coisas ouvidas (em latim: De audibilibus; em grego clássico: Εκ του περι ακουστων) é uma trabalho antigamente atribuído a Aristóteles mas depois tido como de autoria incerta. É claramente uma obra da escola peripatética, não anterior à metade do século II a.C. e provavelmente antes. Discussões recentes descartaram também a possibilidade de ter sido escrita por Teofrasto ou Estratão de Lâmpsaco.

## Conteúdo
O tratado prefere explicar sobre a mecânica da produção do som em vez de aspectos filosóficos ou científicos, o autor observa que uma quebra no instrumento musical, por exemplo nos instrumentos de sopro, interrompe a passagem do som, mas suas explicações sobre este e outros fenômenos são inteiramente empíricos.